# Victor Ginzburg
Pour les articles homonymes, voir Ginzburg et Günzburg (nom de famille).
Victor Ginzburg (né en 1957) est un mathématicien russo-américain né en Union soviétique qui travaille en théorie des représentations et en géométrie non commutative. Il est connu pour ses contributions à la théorie géométrique des représentations, en particulier pour ses travaux sur les représentations des groupes quantiques et les algèbres de Hecke, et sur le programme de Langlands géométrique (équivalence de catégories de Satake). Il est actuellement professeur de mathématiques à l'université de Chicago,.

## Formation et carrière
Ginzburg soutient son doctorat à l'université d'État de Moscou en 1985 sous la direction d'Alexandre Kirillov et Israel Gelfand.
Ginzburg est l'auteur d'un manuel réputé intitulé Representation Theory and Complex Geometry avec Neil Chriss (en) sur la théorie géométrique des représentations.
Un article écrit avec Alexander Beilinson et Wolfgang Soergel introduit le concept de dualité de Koszul (en) (cf. algèbre de Koszul (en)) et la technique des « catégories mixtes » en théorie des représentations. Par ailleurs, Ginzburg et Mikhail Kapranov ont développé la théorie de la dualité de Koszul pour les opérades.
En géométrie non commutative, Ginzburg définit, suivant des idées antérieures de Maxime Kontsevitch, la notion d'algèbre de Calabi-Yau (en), inspirée par l'étude algébrique des variétés éponymes. Un ingrédient important de la théorie des invariants motiviques de Donaldson-Thomas (en) est ce qu'on appelle « l'algèbre dg de Ginzburg », une algèbre de Calabi-Yau (différentielle graduée) de dimension 3 associée à tout potentiel cyclique sur l'algèbre des chemins d'un carquois.

## Publications choisies
- Alexander Beilinson, Victor Ginzburg et Wolfgang Soergel, « Koszul duality patterns in representation theory », Journal of the American Mathematical Society, vol. 9, no 2,‎ 1996, p. 473-527 (DOI 10.1090/S0894-0347-96-00192-0 , MR 1322847, lire en ligne)
- Neil Chriss (en) et Victor Ginzburg, Representation theory and complex geometry, Boston, MA, Birkhäuser, 1997 (MR 1433132)
- Pavel Etingof (en) et Victor Ginzburg, « Symplectic reflection algebras, Calogero-Moser space, and deformed Harish-Chandra homomorphism », Inventiones Mathematicae, vol. 147, no 2,‎ 2002, p. 243-348 (DOI 10.1007/s002220100171, Bibcode 2002InMat.147..243E, MR 1881922, arXiv math/0011114, S2CID 119708574)
- (en) Victor Ginzburg, « Lectures on Noncommutative Geometry », 2005.
- (en) Victor Ginzburg, « Calabi-Yau Algebras », 2006.
- Victor Ginzburg et Mikhail Kapranov, « Koszul duality for operads », Duke Mathematical Journal, vol. 76, no 1,‎ 1994, p. 203-272 (DOI 10.1215/S0012-7094-94-07608-4, MR 1301191, S2CID 115166937)